# تومو سوگاوارا
تومو سوگاوارا (انگلیسی: Tomo Sugawara؛ زادهٔ ۳ ژوئن ۱۹۷۶) بازیکن فوتبال اهل ژاپن است.
از باشگاه‌هایی که در آن بازی کرده‌است می‌توان به باشگاه فوتبال ویسل کوبه، باشگاه فوتبال توکیو وردی، و باشگاه فوتبال سانتوس اشاره کرد.